# 18 novembre en sport
18 octobre 18 décembre
Chronologies thématiques
- Croisades
- Ferroviaires
- Disney

Le 18 novembre (322e jour de l'année ou 323e en cas d'année bissextile) en sport.

## Événements

### XIXesiècle
- 1850 :
  - (Football australien) : à Melbourne, premier match de football australien avec 12 joueurs par équipe[1].
- 1871 :
  - (Football) : match international non officiel entre l'Angleterre et l'Écosse à Londres. Les Anglais s'imposent 2-1.
- 1873 :
  - (Boxe) : Tom Allen défend son titre contre Ben Hogan à Pacific City, dans l'Iowa. Au troisième round, Hogan réclame une faute mais est elle est refusée par l'arbitre. Une émeute éclate et le combat est arrêté et déclaré match nul. Allen conserve le championnat américain, et remettra son titre en jeu qu'en 1876[2].

### XXesièclede1901à1950
- 1916 :
  - (Sport automobile) : Grand Prix automobile des États-Unis.

### XXesièclede1951à2000
- 1970 :
  - (Boxe) : Joe Frazier (É.-U.) conserve son titre de champion du monde des poids lourds en battant à Détroit Bob Foster (É.-U.) par Knockout au 2e round.
- 1981 :
  - (Football) : à Paris, en match de qualification pour la coupe du monde de 1982, l'équipe de France bat celle des Pays-Bas sur le score de 2-0.
- 1990 :
  - (Voile) : Florence Arthaud est la première femme à remporter la route du Rhum, Saint-Malo/Pointe-à-Pitre à bord de son trimaran Pierre 1er.

### XXIesiècle
- 2007 :
  - (Natation) : trois records battus à Berlin lors de la 2e journée de la 6e étape de la Coupe du monde de natation 2007 :
    - Record du monde de natation messieurs du 50 mètres nage libre en petit bassin, battu par Stefan Nystrand qui le porte à 20 s 93
    - Record du monde de natation messieurs du 200 mètres 4 nages en petit bassin, battu par Thiago Pereira qui le porte à 1 min 53 s 14
    - Record d'Europe de natation dames du 100 mètres nage libre en petit bassin, battu par Marleen Veldhuis qui le porte à 52 s 14

  - (Catch) : vingt-et-unième Survivor Series de l'histoire de la World Wrestling Entertainment.
- 2009 :
  - (Football) : L'équipe nationale Algérienne s'est qualifiée pour la coupe du monde 2010 en match de barrage contre l'Égypte.
- 2011 :
  - (Voile) : 1er en monocoque 60 : Jean-Pierre Dick et Jérémie Beyou remporte la Transat Jacques Vabre sur Virbac-Paprec 3 en 15 jours 18 heures 15 minutes et 54 secondes.
- 2013 :
  - (Voile) : premier en MOD70 : Sébastien Josse et Charles Caudrelier remporte la Transat Jacques Vabre sur Edmond de Rothschild en 11 jours 5 heures 3 minutes et 54 secondes.
- 2018 :
  - (Tennis /Masters masculin) : sur la 49e édition du Masters de tennis masculin 2018, qui se déroule à l'O2 Arena de Londres, victoire de l'Allemand Alexander Zverev qui s'impose face au Serbe Novak Djokovic (6-4, 6-3). Sur le double victoire des Américains Mike Bryan et Jack Sock qui s'imposent face aux Français Pierre-Hugues Herbert et Nicolas Mahut (5-7, 6-1 et 13-11).
- 2019 :
  - (Tennis /Coupe Davis) : début de la phase finale de la 108e édition de la Coupe Davis qui se déroule à Madrid en Espagne et qui se terminera le 24 novembre 2019. Cette édition est marquée par une refonte totale des règles de cette compétition après une réforme adoptée par la Fédération internationale de tennis (ITF) le 16 août 2018, à Orlando[3],[4].
- 2020 :
  - (Football /Ligue des nations) : la Phase de groupes de la 2e édition de la Ligue des nations de l'UEFA est terminée ce soir. Les équipes qualifiées sont l'Italie, la Belgique, la France et l'Espagne qui se retrouveront pour la phase finale du 6 octobre 2021 au 10 octobre 2021[5].

## Naissances

### XIXesiècle
- 1863 :
  - Deacon McGuire, joueur et dirigeant de baseball américain. († 31 octobre 1939).
- 1868 :
  - Driekske van Bussel, archer néerlandais. Champion olympique du tir au berceau 28 m par équipes aux Jeux d'Anvers 1920. († 27 avril 1951).
- 1873 :
  - Francisco Villota, joueur de pelote basque espagnol. Champion olympique aux Jeux de Paris 1900. († 7 janvier 1950).
- 1876 :
  - Victor Hémery, pilote de courses automobile français. († 8 septembre 1950).
- 1878 :
  - Mitsuyo Maéda, judoka et lutteur japonais. († 28 novembre 1941).
- 1881 :
  - Gösta Åsbrink, gymnaste et pentathlonien suédois. Champion olympique du concours par équipes aux Jeux de Londres 1908 puis médaillé d'argent du pentathlon aux Jeux de Stockholm 1912. († 19 avril 1966).
- 1885 :
  - Phog Allen, entraîneur de basket-ball américain. († 16 septembre 1974).
- 1887 :
  - Thomas Battersby, nageur britannique. Médaillé d'argent du 1 500 m aux Jeux de Londres 1908 puis de bronze du relais 4 × 200 m nage libre aux Jeux de Stockholm 1912. († 3 septembre 1974).

### XXesièclede1901à1950
- 1905 :
  - Giuseppe Cavanna, footballeur italien. Champion du monde de football 1934. († 3 novembre 1976).
- 1915 :
  - Alfred Nakache, nageur et joueur de water-polo français. Médaillé d'argent du relais 4 × 200 m aux Championnats d'Europe de natation 1938. († 4 août 1983).
- 1919 :
  - André Mahé, cycliste sur route français. Vainqueur de Paris-Roubaix 1949. († 19 octobre 2010).
- 1925 :
  - Gene Mauch, joueur et dirigeant de baseball américain. († 8 août 2005).
- 1926 :
  - Estanislao Basora, footballeur espagnol. (22 sélections en équipe nationale). († 16 mars 2012).
- 1932 :
  - Nasif Estéfano, pilote de courses automobile argentin. († 21 octobre 1973).
- 1934 :
  - Zequinha, footballeur brésilien. Champion du monde de football 1962. (16 sélections en équipe nationale). († 25 juillet 2009).
- 1936 :
  - Ante Žanetić, footballeur yougoslave puis croate. Champion olympique aux Jeux de Rome 1960. (15 sélections avec l'équipe de Yougoslavie). († 18 décembre 2014).
- 1938 :
  - Karl Schranz, skieur alpin autrichien. Médaillé d'argent du géant aux Jeux d'Innsbruck 1964. Champion du monde de ski alpin de la descente et du combiné 1962 puis Champion du monde de ski alpin du géant 1970.
- 1946 :
  - Francis Bondil, pilote de rallyes automobile français.
- 1947 :
  - Omar Larrosa, footballeur argentin. Champion du monde de football 1978. (11 sélections en équipe nationale).
- 1949 :
  - Ted Sator, hockeyeur sur glace puis entraîneur américain.

### XXesièclede1951à2000
- 1951 :
  - Bernard Amsalem, dirigeant d'athlétisme français. Président de la FFA depuis janvier 2001.
- 1952 :
  - Willi Frommelt, skieur alpin liechtensteinois. Médaillé de bronze du slalom aux Jeux d'Innsbruck 1976.
  - Marie Sýkorová, joueuse de hockey sur gazon tchécoslovaque. Médaillée d'argent aux Jeux olympiques de Moscou en 1980. († 13 mars 2018).
- 1956 :
  - Noel Brotherston, footballeur nord-irlandais. (27 sélections en équipe nationale). († 6 mai 1995).
  - Halvard Mabire, navigateur français.
  - Warren Moon, joueur de foot U.S. américain.
- 1958 :
  - Robert Dill-Bundi, cycliste sur piste et sur route suisse. Champion olympique de la poursuite individuelle aux Jeux de Moscou 1980. Champion du monde de cyclisme sur piste du keirin 1984.
- 1959 :
  - Jimmy Quinn, footballeur puis entraîneur nord-irlandais. (48 sélections en équipe nationale).
- 1961 :
  - Robert Forest, cycliste sur route français.
  - Sergueï Gorloukovitch, footballeur puis entraîneur soviétique puis russe. Champion olympique aux Jeux de Séoul 1988. (21 sélections avec l'équipe d'Union soviétique et 17 avec celle de Russie).
- 1962 :
  - Jamie Moyer, joueur de baseball américain.
- 1963 :
  - Len Bias, basketteur américain. († 19 juin 1986).
  - Peter Schmeichel, footballeur danois. Champion d'Europe de football 1992. Vainqueur de la Ligue des champions 1999. (129 sélections en équipe nationale).
- 1964 :
  - Daniel Aceves, lutteur de gréco-romaine mexicain. Médaillé d'argent des -52 kg aux Jeux de Los Angeles 1984.
- 1968 :
  - Ron Ellis, basketteur américano-belge.
  - Gary Sheffield, joueur de baseball américain.
- 1972 :
  - Jeroen Straathof, patineur de vitesse et cycliste sur piste néerlandais. Champion paralympique de la poursuite en tandem en tant que pilote aux Jeux de Sydney 2000.
- 1974 :
  - Petter Solberg, pilote de rallye norvégien. Champion du monde des rallyes 2003. (13 victoires en rallyes).
- 1975 :
  - Dirk Müller pilote de courses automobile allemand.
  - David Ortiz, joueur de baseball américano-dominicain.
  - Kristian Poulsen pilote de courses automobile d'endurance danois.
- 1976 :
  - Matt Welsh, nageur australien. Médaillé d'argent du 100 m dos, du relais 4 × 100 m 4 nages et médaillé de bronze du 200 m dos aux Jeux de Sydney 2000. Champion du monde de natation du relais 4 × 100 4 nages 1998 et 2007, champion du monde de natation du 100 m dos et du relais 4 × 100 4 nages 2001 puis champion du monde de natation du 50 m papillon 2003.
- 1980 :
  - Ivan Cherezov, biathlète russe. Médaillé d'argent du relais 4 × 7,5 km aux Jeux de Turin 2006 puis de bronze du relais aux Jeux de Vancouver 2010. Champion du monde de biathlon du relais mixte 2005 puis champion du monde de biathlon du relais 4 × 7,5 km 2007 et 2008.
  - François Duval, pilote de rallyes belge. (1 victoire en Rallye).
  - Denny Hamlin, pilote de NASCAR américain.
  - C.J. Wilson, joueur de baseball américain.
  - Christian Zeitz, handballeur allemand. Médaillé d'argent aux Jeux d'Athènes 2004. Champion du monde de handball 2007. Champion d'Europe de handball 2004. Vainqueur de la Coupe EHF 2004, des Ligue des champions de handball 2007, 2010 et 2012. (166 sélections en équipe nationale).
- 1981 :
  - Thierry Dusautoir, joueur de rugby à XV français. Vainqueur du Grand Chelem 2010 et de la Coupe d'Europe de rugby à XV 2010. (80 sélections en équipe de France).
- 1984 :
  - François Bourque, skieur alpin canadien.
- 1985 :
  - Nóra Bujdosó, basketteuse hongroise. (41 sélections en équipe nationale).
  - Marc Schnatterer, footballeur allemand.
  - Adriaan Strauss, joueur de rugby à XV sud-africain. (66 sélections en équipe nationale).
- 1986 :
  - El Hadji Malick Ndiaye, basketteur sénégalais. (22 sélections en équipe nationale).
- 1989 :
  - Ronny Rodelin, footballeur français.
- 1990 :
  - Raymond Cowels, basketteur américain.
- 1991 :
  - Nikias Arndt, cycliste sur piste et sur route allemand.
  - Chloé Bulleux, handballeuse française. Médaillée d'argent aux Jeux de Rio 2016. Victorieuse des Coupe Challenge de handball féminin 2009 et 2015. (26 sélections en équipe de France).
  - Om Yun-chol, haltérophile nord-coréen. Champion olympique des -56 kg aux Jeux de Londres 2012 puis médaillé d'argent aux Jeux de Rio 2016. Champion du monde d'haltérophilie des -56 kg 2013, 2014, 2015, des -55 kg 2018 et 2019.
- 1992 :
  - Emanuel Buchmann, cycliste sur route allemand.
  - Queralt Casas, basketteuse espagnole. Championne d'Europe de basket-ball féminin 2013 et 2019. (17 sélections en équipe nationale).
  - Zach Lofton, basketteur américain.
- 1994 :
  - Pedro Bettencourt, joueur de rugby à XV et à sept portugais. (25 sélections avec l'équipe du Portugal de rugby à XV et 74 avec celle de rugby à sept).
  - Kendra Claricia Brinkop, cavalière allemande.
- 1995 :
  - Clémentine Morateur, basketteuse française.
- 1996 :
  - Akram Afif, footballeur tanzanio-somalo-qatarien. Champion d'Asie des nations de football 2019. (88 sélections avec l'équipe du Qatar).
- 1997 :
  - Olivier Boscagli, footballeur français.
  - Lucas Mazur, joueur de badminton français. Champion paralympique en simple debout SL4 et médaillé d'argent en double debout mixte SL3 aux Jeux de Tokyo 2020.
- 1999 :
  - Róbert Boženík, footballeur slovaque.
  - Rodrigo Marta, joueur de rugby à XV et à sept portugais. (33 sélections avec l'équipe du Portugal de rugby à XV et 4 avec celle de rugby à sept).

### XXIesiècle
- 2005 :
  - Miloš Luković, footballeur serbe.
  - Xan Mousques, joueur de rugby à XV français. Vainqueur du Tournoi des Six Nations des moins de 20 ans 2025.

## Décès

### XXesièclede1901à1950
- 1921 :
  - Cornelius Leahy, 45 ans, athlète de saut britannique. Médaillé d'argent de la hauteur aux Jeux de Londres 1908. (° 27 avril 1876).

### XXesièclede1951à2000
- 1951 :
  - Alec McNair, 67 ans, footballeur écossais. (15 sélections en équipe nationale). (° 26 décembre 1883).
- 1959 :
  - Maurice Vandendriessche, 72 ans, footballeur français. (2 sélections en équipe de France). (° 2 avril 1887).
- 1978 :
  - Pablo Dorado, 70 ans, footballeur uruguayen. Champion du monde de football 1930. (7 sélections en équipe nationale). (° 22 juin 1908).
- 1980 :
  - Conn Smythe, 85 ans, dirigeant de hockey sur glace canadien. (° 1er février 1895).
- 1983 :
  - Émile Veinante, 76 ans, footballeur puis entraîneur français. (24 sélections en équipe de France). (° 12 juin 1907).
- 1984 :
  - Seth Adonkor, 23 ans, footballeur français. (° 30 octobre 1961).
- 1987 :
  - Jacques Anquetil, 53 ans, cycliste sur route français. Médaillé de bronze sur route par équipe aux Jeux d'Helsinki 1952. Vainqueur des Tours de France 1957, 1961, 1962, 1963 et 1964, des Tours d'Italie 1960 et 1964, du Tour d'Espagne 1963 de Gand-Wevelgem 1964, de Liège-Bastogne-Liège 1966. (° 8 janvier 1934).

### XXIesiècle
- 2002 :
  - Kim Gallagher, 38 ans, athlète de demi-fond américaine. Médaillée d'argent du 800m aux Jeux de Los Angeles 1984 et de bronze aux Jeux de Séoul 1988. (° 11 juin 1964).
- 2005 :
  - Gérard Crombac, 76 ans, journaliste automobile suisse. (° 7 mars 1929).
  - Romano Bettarello, 75 ans, joueur de rugby à XV italien. (2 sélections en équipe nationale). (° 16 mai 1930).
- 2007 :
  - Ellen Müller-Preis, 95 ans, fleurettiste autrichienne. Championne olympique en individuelle aux jeux de Los Angeles 1932 puis médaillée de bronze aux Jeux de Berlin 1936 et aux Jeux de Londres 1948. Championne du monde d'escrime au fleuret individuel 1947, 1949 et 1950. (° 6 mai 1912).
- 2010 :
  - Gaye Stewart, 87 ans, hockeyeur sur glace puis entraîneur et arbitre canadien. (° 28 juin 1923).
- 2012 :
  - Kenny Morgans, 73 ans, footballeur gallois. (° 16 mars 1939).
- 2014 :
  - Alain Gilles, 69 ans, basketteur français. (159 sélections en équipe de France). (° 5 mai 1945).
- 2015 :
  - Jonah Lomu, 40 ans, joueur de rugby à XV néo-zélandais. Vainqueur des Tri-nations 1996, 1999 et 2002. (63 sélections en équipe nationale). (° 12 mai 1975).
- 2020 :
  - Adam Musiał, 71 ans, footballeur polonais. 34 sélections en équipe nationale). (° 18 décembre 1948).
  - Juan Roldán, 63 ans, boxeur argentin. (° 6 mars 1957).